# Mangliawan
Mangliawan is een bestuurslaag in het regentschap Malang van de provincie Oost-Java, Indonesië. Mangliawan telt 17.044 inwoners (volkstelling 2010).